# اوتاکار یانتسکی
اوتاکار یانتسکی (چکی: Otakar Janecký؛ زادهٔ ۲۶ دسامبر ۱۹۶۰) بازیکن هاکی روی یخ اهل چکسلواکی بود.